# Latin-1
ISO 8859-1 (també conegut com a Latin-1 o ISO/IEC 8859-1) és una norma de l'ISO que defineix la codificació de l'alfabet llatí, incloent els diacrítics (com lletres accentuades, ñ, ç), i lletres especials (com ß, Ø), necessaris per a l'escriptura de les següents llengües originàries d'Europa occidental: afrikaans, alemany, català o valencià, espanyol, euskera, aragonès, asturià, danès,  escocès, feroès, finès, francès, gaèlic, gallec, anglès, islandès,  italià, holandès, noruec, portuguès i suec.
Aquesta norma pertany al grup de jocs de caràcters de l'ISO coneguts com a ISO/IEC 8859 que es caracteritzen per posseir la codificació ASCII en el seu rang inicial (128 caràcters) i altres 128 caràcters per a cada codificació, amb el que en total fan servir 8 bits.
Els caràcters d'ISO-8859-1 són més els primers 256 caràcters de l'estàndard ISO 10646 (Unicode).
La norma ISO 8859-15 va consistir en una revisió de l'ISO 8859-1, incorporant el símbol de l'Euro i alguns caràcters necessaris per suportar plenament el francès, finès i estonià.

## Caràcters d'ISO latin-1
A continuació els caràcters imprimibles de la norma que no pertanyen al subconjunt ASCII:
```
Byte Dec Hex Caràc. Descripció
--------------------------------------------------
0242 162 A2 ¢ SIGNE DE cèntim
0243 163 A3 £ SIGNE DE LLIURA ESTERLINA
0244 164 A4 ¤ SIGNE MONETARI
0245 165 A5 ¥ SIGNE DEL IEN / YUAN
0246 166 A6 | BARRA VERTICAL PARTIDA
0247 167 A7 § SIGNE DE SECCIÓ
0250 168 A8 ¨ dièresi
0251 169 A9 © SIGNE DE DRETS DE CÒPIA
0252 170 AA ª INDICADOR ordinal FEMENÍ
0253 171 AB « SIGNE DE COMETES LLATINES D'OBERTURA
0254 172 AC ¬ SIGNE DE RENÚNCIA
0255 173 AD - GUIÓ SEPARADOR DE SÍL•LABES
0256 174 AE ® SIGNE DE MARQUES REGISTRADES
0257 175 AF ¯ Macron
0260 176 B0 ° SIGNE DE GRAU
0261 177 B1 ± SIGNE MÉS-MENYS
0262 178 B2 ² superíndex DOS
0263 179 B3 ³ superíndex TRES
0264 180 B4 ´ ACCENT TANCAT
0265 181 B5 μ SIGNE DE MICRO
0266 182 B6 ¶ SIGNE DE CALDERÓN
0267 183 B7 • PUNT CENTRAT
0270 184 B8 ¸ ce trencada
0271 185 B9 ¹ superíndex 1
0272 186 BA º INDICADOR ordinal MASCULÍ
0273 187 BB » SIGNE DE COMETES LLATINES DE TANCAMENT
0274 188 BC ¼ FRACCIÓ vulgar D'UN QUART
0275 189 BD ½ FRACCIÓ vulgar D'UN MITJÀ
0276 190 BE ¾ FRACCIÓ vulgar DE TRES QUARTS
0277 191 BF ¿SIGNE D'INTERROGACIÓ OBERTA
0300 192 C0 À A MAJÚSCULA AMB ACCENT OBERT
0301 193 C1 À A MAJÚSCULA AMB ACCENT TANCAT
0302 194 C2 Â A MAJÚSCULA AMB circumflex
0303 195 C3 Ã A MAJÚSCULA amb titlla
0304 196 C4 Ä A MAJÚSCULA amb dièresi
0305 197 C5 Å A MAJÚSCULA AMB CERCLE SOBRE
0306 198 C6 Æ AE MAJÚSCULA
0307 199 C7 Ç C MAJÚSCULA amb ce trencada
0310 200 C8 È I MAJÚSCULA AMB ACCENT OBERT
0311 201 C9 É I MAJÚSCULA AMB ACCENT TANCAT
0312 202 CA Ê I MAJÚSCULA AMB circumflex
0313 203 CB Ë I MAJÚSCULA amb dièresi
0314 204 CC Ì I MAJÚSCULA AMB ACCENT OBERT
0315 205 CD Í I MAJÚSCULA AMB ACCENT TANCAT
0316 206 CE Î I MAJÚSCULA AMB circumflex
0317 207 CF Ï I MAJÚSCULA amb dièresi
0320 208 D0 Ð ETH MAJÚSCULA
0321 209 D1 Ñ Gen MAJÚSCULA
0322 210 D2 Ò O MAJÚSCULA AMB ACCENT OBERT
0323 211 D3 Ó O MAJÚSCULA AMB ACCENT TANCAT
0324 212 D4 Ô O MAJÚSCULA AMB circumflex
0325 213 D5 Õ O MAJÚSCULA amb titlla
0326 214 D6 Ö O MAJÚSCULA amb dièresi
0327 215 D7 × SIGNE DE MULTIPLICACIÓ (ASPA)
0330 216 D8 Ø O MAJÚSCULA AMB BARRA INCLINADA
0331 217 D9 Ù U MAJÚSCULA AMB ACCENT OBERT
0332 218 DA Ú U MAJÚSCULA AMB ACCENT TANCAT
0333 219 DB Û O MAJÚSCULA AMB circumflex
0334 220 DC Ü U MAJÚSCULA amb dièresi
0335 221 DD Ý I MAJÚSCULA AMB ACCENT TANCAT
0336 222 D'Þ Thorn MAJÚSCULA
0337 223 DF ß S AGUDA ALEMANYA
0340 224 E0 à A MINÚSCULA AMB ACCENT OBERT
0341 225 E1 a A MINÚSCULA AMB ACCENT TANCAT
0342 226 E2 â A MINÚSCULA AMB circumflex
0343 227 E3 ã A MINÚSCULA amb titlla
0344 228 E4 ä A MINÚSCULA amb dièresi
0345 229 E5 å A MINÚSCULA AMB CERCLE SOBRE
0346 230 E6 æ AE MINÚSCULA
0347 231 E7 ç C MINÚSCULA amb ce trencada
0350 232 E8 è I MINÚSCULA AMB ACCENT OBERT
0351 233 E9 é I MINÚSCULA AMB ACCENT TANCAT
0352 234 EA ê I MINÚSCULA AMB circumflex
0353 235 EB ë I MINÚSCULA amb dièresi
0354 236 EC ì I MINÚSCULA AMB ACCENT OBERT
0355 237 ED í I MINÚSCULA AMB ACCENT TANCAT
0356 238 EE î I MINÚSCULA AMB circumflex
0357 239 EF ï I MINÚSCULA amb dièresi
0360 240 F0 ð ETH MINÚSCULA
0361 241 F1 ñ Gen MINÚSCULA
0362 242 F2 ò O MINÚSCULA AMB ACCENT OBERT
0363 243 F3 ó O MINÚSCULA AMB ACCENT TANCAT
0364 244 F4 ô O MINÚSCULA AMB circumflex
0365 245 F5 õ O MINÚSCULA amb titlla
0366 246 F6 ö O MINÚSCULA amb dièresi
0367 247 F7 ÷ SIGNE DE DIVISIÓ
0370 248 F8 ø O MINÚSCULA AMB BARRA INCLINADA
0371 249 F9 ù U MINÚSCULA AMB ACCENT OBERT
0372 250 FA ú U MINÚSCULA AMB ACCENT TANCAT
0373 251 FB û U MINÚSCULA AMB circumflex
0374 252 FC ü U MINÚSCULA amb dièresi
0375 253 FD ý I MINÚSCULA AMB ACCENT TANCAT
0376 254 FE þ Thorn MINÚSCULA
0377 255 FF ÿ Y MINÚSCULA amb dièresi
```